# Association pour la création des instituts de recherche sur l'enseignement de la philosophie
 (mars 2024).
L'Association pour la création des instituts de recherche sur l'enseignement de la philosophie (ACIREPh) est une association française de professeurs de philosophie de l'enseignement  public ou privé. Créée en 1998, son objet est de réfléchir à l’enseignement de la philosophie, ainsi que  de proposer des pistes pour une amélioration de cet enseignement, amélioration qu'elle juge nécessaire,.
En pratique, l’ACIREPh ouvre des débats, diffuse des idées, des expérimentations, et organise  des rencontres où les professeurs de philosophie peuvent analyser ensemble leurs difficultés, découvrir ou confronter leurs pratiques.

## Historique

### Origines
EN 1988, le Ministère de l'Éducation nationale mit en place un groupe de travail  sur les contenus d'enseignement. Une  de  ces  commissions  (philosophie et épistémologie), co-présidée par Jacques Bouveresse et Jacques Derrida, et composée de J. Brunschwig, J. Dhombres, C. Malabou et J-J. Rosat, rendit un rapport qui proposait d'étendre l'enseignement de la philosophie en classe de première, ainsi que de  diversifier les exercices demandés au baccalauréat pour relativiser la place de la dissertation et rendre l'épreuve mieux maîtrisable par les candidats.
Ces propositions, qui allaient dans le sens des revendications du GREPh (Groupe de recherches sur l’enseignement philosophique), fondé en 1975, soulevèrent des débats importants et l'opposition d'une partie des enseignants, notamment d'une association de professeurs de philosophie, l'APPEP.  
C'est dans le contexte de ces débats que le secteur philosophie du GFEN (Groupe français d'éducation nouvelle) publia en 1997 un texte où apparut  pour la première fois la demande de création d’Instituts de recherche sur l’enseignement de la philosophie (IREPh). Ces IREPh devaient fournir un lieu officiel  pour la réflexion des professeurs de philosophie sur leurs pratiques d'enseignement, sans présupposés pédagogiques , sur le modèle de ce que faisaient les professeurs de mathématiques dans les IREM, déplorant qu'« Il n’existe aucun lieu institutionnel permettant aux enseignants de philosophie de se rencontrer pour échanger des réflexions sur leurs pratiques(...) »

### Fondation de l'ACIREPh
En mars 1997, à la suite de ce texte, un appel pour la création des IREPh fut lancé par un groupe de professeurs de philosophie réunissant des membres du GFEN,  du GREPH et des universitaires. Cet appel reçut rapidement plus de 200 signatures de soutien, à la suite de quoi fut décidée la création de l'ACIREPh.
Le 28 mars 1998 se tint à la Sorbonne, l’assemblée générale constituante de l’association pour la création des IREPh (l'ACIREPh).

### La réforme des programmes (1998-2003)
La réforme des programmes de philosophie, lancée  en 1998,  aboutit en 2000 au  programme élaboré par le groupe de travail présidé par Alain Renaut. Ce nouveau programme suscita de nombreux débats. L'ACIREPh y participa et se prononça globalement en faveur de ce programme parce qu'il précisait davantage les contenus d'enseignement et déterminait mieux les attendus vis-à-vis des élèves,,. Mais l'opposition d'une partie de la profession, d'une partie de l'Inspection générale de philosophie et de l'APPEP provoqua le retrait du programme Renaut,, et la mise en place d'un nouveau groupe de travail mené par Michel Fichant.
Cette guerre des programmes aboutit finalement aux programmes de 2003 pour les séries générales  et 2005 pour les séries technologiques, très proches des programmes d'avant 2000, en vigueur jusqu'en 2019,.

### Projets & réformes, Rapport Poirier
En 2010, l'ACIREPh rendit public le rapport de l'Inspection générale de philosophie « État de l'enseignement de la philosophie en  2007-2008 ». Pour l'ACIREPh, ce rapport confirmait  son diagnostic, écrivant notamment : « L’enseignement philosophique se trouve ainsi à la croisée des chemins. Vraisemblablement il se perdra si, en son attachement à une image de lui-même, il refuse de changer sa manière d’être, c’est-à-dire sa manière d’enseigner. »
En 2012, la DGESCO organisa des consultations en vue d'une réforme des épreuves de philosophie au baccalauréat technologique, demandée depuis longtemps par l'ACIREPh. La question s'est avérée trop discutée et le projet n'a pas été poursuivi. 
Durant la réforme du lycée mise en œuvre par Jean-Michel Blanquer, l'ACIREPh participe aux réunions de concertation organisées par le Conseil supérieur des programmes (CSP) et fait des propositions pour mieux déterminer les programmes et les épreuves du baccalauréat. Elle dénonce la loterie de l'épreuve de philosophie du baccalauréat, et le conservatisme ayant présidé aux décisions finales du CSP, qui instaure une liste alphabétique de mots en guise de programme. 

## Activités

### Journées d'étude annuelles
L'ACIREPh organise chaque année deux journées d'étude thématiques, alternant conférences, débats et ateliers, ouvertes à tous. Ces journées permettent de réfléchir à la fois sur les contenus et sur les manières d'enseigner, le plus souvent  autour d'un thème unique, tel que l'art, la philosophie morale, la démocratie, ou encore un sujet plus directement pédagogique comme la problématisation ou la lecture suivie d'une œuvre. Elles proposent des interventions de membres actifs, comme de spécialistes universitaires tels que Pascal Engel, Bernard Friot, Amy Dahan, Emmanuel Dockès ou Ruwen Ogien. 

### Publications
- Le Manifeste pour l'enseignement de la philosophie [34] : Publié en 2001, ce texte est un acte  fondateur de l'association. Il part d'un état des lieux de l'enseignement de la philosophie en France au début des années 2000 pour en arriver à une liste de 10 chantiers qui définissent les buts de l'ACIREPh.
- La revue Côté-Philo [35] : Cette publication rassemble des articles de réflexion ainsi que des comptes-rendus des activités de l'association.
- Le bulletin trimestriel [36]
- Enseigner la philosophie aujourd'hui, pratiques et devenirs, Actes du colloque de 1999, publié par le CNDP/CRDP Languedoc-Roussillon en 2001, coordonné par Nicole Grataloup et Jean-Jacques Guinchard [37]
- Les connaissances et la pensée, Actes du colloque de 2002, publié par Bréal en 2003, coordonné par Serge Cospérec et Jean-Jacques Rosat [38]

### Recherches sur l'enseignement de la philosophie
Les  membres actifs de l'ACIREPh participent régulièrement à la formation initiale et continue des professeurs de philosophie ; ainsi qu'à différents groupes de réflexion tels qu'Enseigner la philosophie autrement,, le GFEN (Groupe français d’éducation nouvelle) ou le GRDS (Groupe de recherche sur la démocratisation scolaire).

### Défense de la profession de professeur de philosophie
L'ACIREPh s'associe aux démarches portées par d'autres associations professionnelles pour préserver les horaires de l'enseignement de philosophie en classe terminale en particulier les heures dédoublées en séries technologiques. 

## Revendications et propositions
L’ACIREPh a le double souci d'affirmer les exigences propres à la philosophie, essentielle à la formation de l’esprit critique, et de considérer les élèves comme ils sont, pour une réelle efficacité pédagogique. 

### La question des programmes de philosophie
L'ACIREPh reproche aux programmes officiels de philosophie, qui sont essentiellement des listes de notions, d'être trop imprécis, ce qui les rend aussi très lourds à traiter, puisque leur imprécision oblige le professeur à traiter toutes les approches possible de chaque notion. 
Cette imprécision rend aussi difficile l'évaluation des élèves au moment du baccalauréat, puisqu'elle empêche de définir les connaissances exigibles. 
« Pour un enseignement de philosophie renouvelé, adapté au lycée d’aujourd’hui et surtout plus formateur, l’ACIREPh soutient que la première réforme à faire est celle des programmes : il faut abandonner les programmes de notions pour des programmes de problèmes précisant les éléments d’une culture philosophique de base ».

### La question des épreuves de philosophie au baccalauréat
L'ACIREPh contribue au débat sur l'exercice de la dissertation de philosophie, ainsi que sur l'explication de textes, qui d'après elle ne devraient pas être les seules manières d'évaluer les  compétences philosophiques au baccalauréat. 
Elle plaide pour une définition précise des exigences de l'examen, que ne font pas les programmes officiels qui affirment : « Il n’y a pas lieu de fournir une liste exhaustive des démarches propres au travail philosophique » et « la nature des exercices philosophiques proposés aux candidats exclut tout barème ou grille de notation fixés d'avance ».
L'ACIREPh encourage ainsi la réflexion sur des formes d'épreuves alternatives à la dissertation et à l'explication de texte dans leur état actuel. 

### L'enseignement de la philosophie en séries technologiques et professionnelles
L'ACIREPh souhaite assumer une réelle démocratisation scolaire de la philosophie. C'est pourquoi elle demande un renouvellement des contenus et des méthodes d'enseignement dans les séries technologiques, afin que la philosophie y devienne une discipline vraiment formatrice pour les élèves.
Elle souhaite également que soit étendu l'enseignement de la philosophie aux baccalauréats professionnels,.

### L'enseignement de la philosophie avant la terminale
Pour l'ACIREPh, l'enseignement de la philosophie n'est pas réservé à la classe terminale des lycées. Elle plaide pour une extension dès la classe de seconde qui permettrait une progressivité dans l'apprentissage de cette discipline. 
Par ailleurs, elle s'intéresse aux pratiques de la philosophie à l'école primaire, de plus en plus répandues. 
La demande d'un enseignement de la philosophie avant la classe terminale, faite dès 1975 par des philosophes comme Jacques Derrida, a longtemps été très conflictuelle mais est de plus en plus prise en compte par l'institution, puisqu'en 2008, le Ministre de l'Éducation nationale Luc Chatel demanda la mise en place d'interventions « ciblées » des professeurs de philosophie en amont des classes terminales. Cet appel à projet donna lieu à  des journées d'étude de l'association en octobre 2011. 
Cependant l'ACIREPh ne se satisfait pas de cette mesure et plaide pour un réel cursus de philosophie au lycée,.